# Paardendaas
De paardendaas (Tabanus sudeticus) is een vlieg uit de familie dazen (Tabanidae).

## Kenmerken
Paardendazen zijn 19 tot 24,5 millimeter lang en hebben een grijsbruine lichaamskleur. De thorax is olijfbruin tot grijs gekleurd en draagt drie onduidelijke, lichte lengtelijnen. De segmenten van het achterlijf zijn donkerbruin en hebben elk een smalle lichtbruine rand achter, die aan de zijkant van het lichaam iets breder is. Aan de bovenzijde van het tweede tot vijfde segment, precies in het midden van deze rand, bevindt zich een lichtbruine driehoek die naar voren wijst. Hun samengestelde ogen zijn effen donkerbruin, wat hen vooral onderscheidt van de vergelijkbare, iets kleinere dazen (Tabanus bovinus), die groene ogen heeft. De samengestelde ogen van de mannetjes raken elkaar bij de kruin, terwijl die van de vrouwtjes gescheiden zijn.

## Levenswijze
De dieren vliegen met een diep en duidelijk hoorbaar gezoem. Zoals bij bijna alle dazen zuigen alleen de vrouwtjes bloed, vooral van paarden en runderen. De witte, langwerpige eieren worden in platte, wanordelijke trossen op planten gelegd. De larven zijn wit-groen-bruin. Ze leven in de grond en eten zowel rottend plantaardig materiaal als kleine wezens die worden gedood door gif. Dit wordt via de monddelen geïnjecteerd.

## Verspreiding
De dieren zijn verspreid over het Palearctisch gebied. Ze komen vooral voor in een gebied rond paarden- en runderweiden in de periode juni tot en met augustus.

## Ziekteverspreiding
Dazen zijn geïdentificeerd als overbrengers van het EIA-virus. Hun zuigslurf is groot genoeg om deze virussen binnen en buiten in voldoende hoeveelheden op te slaan voor een infectie, zoals in een injectiecanule. Als een bloedmaaltijd wordt onderbroken bij een met EIA-virus geïnfecteerd dier, kunnen ze binnen ongeveer 30 minuten besmettelijk bloed dat aan hun monddelen kleeft, van dichtbij overbrengen op een naburig, niet-geïnfecteerd dier. Verder wordt de daas genoemd als occasionele drager van Borrelia, die de ziekte van Lyme veroorzaakt.

## Bestrijding
Dazen kunnen chemisch worden bestreden met insecticiden of worden aangetrokken en gevangen met lokstoffen. Een zwarte plastic bal die door zonlicht wordt verwarmd, kan het achterwerk van een paard simuleren, zelfs zonder chemische lokstoffen, en ervoor zorgen dat de insecten daar landen. Bij het opstijgen kunnen de insecten alleen maar naar boven vliegen, waar ze door een trechtervormig net in een opvangbak worden geleid, waar ze niet meer uit kunnen.

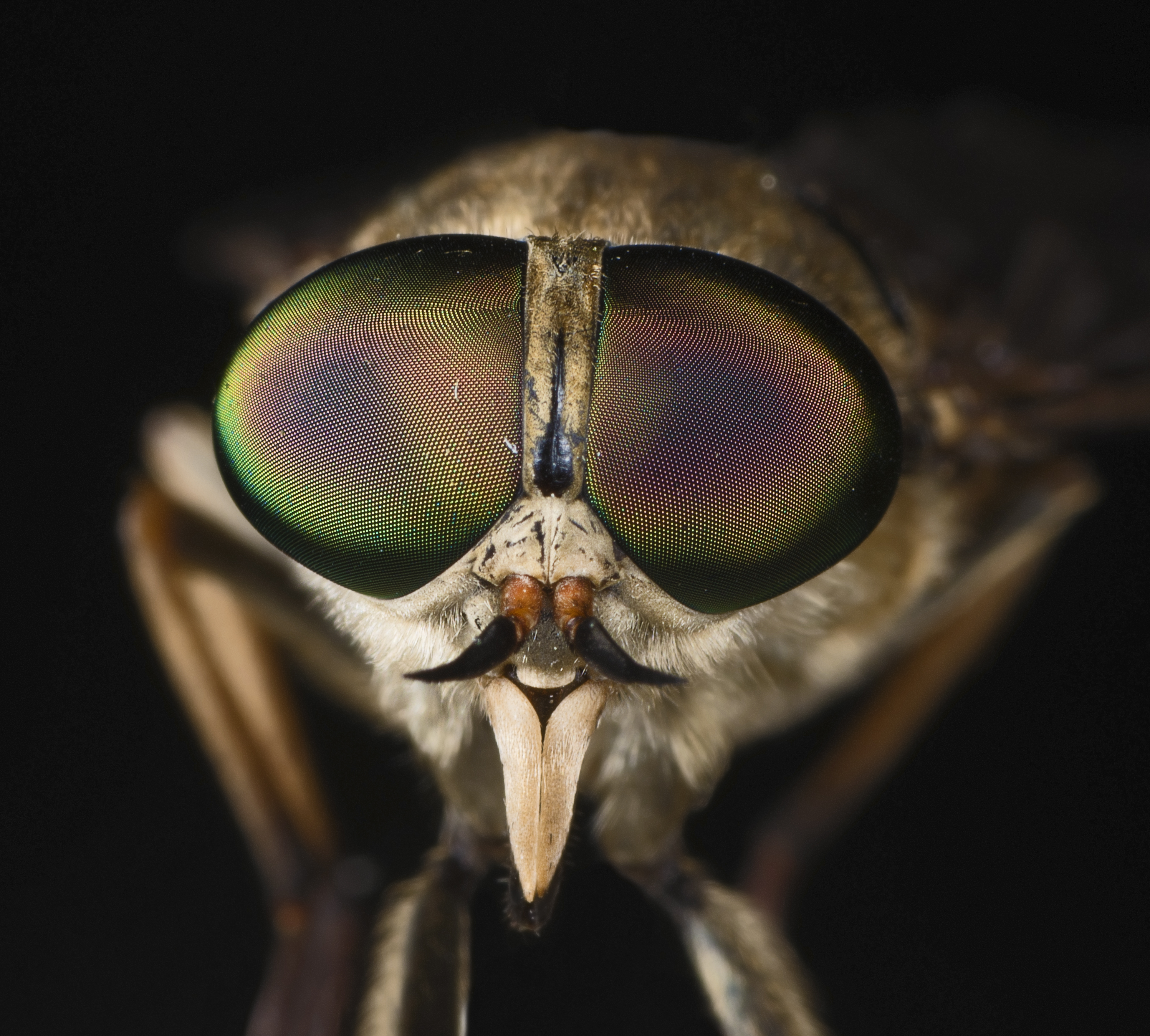
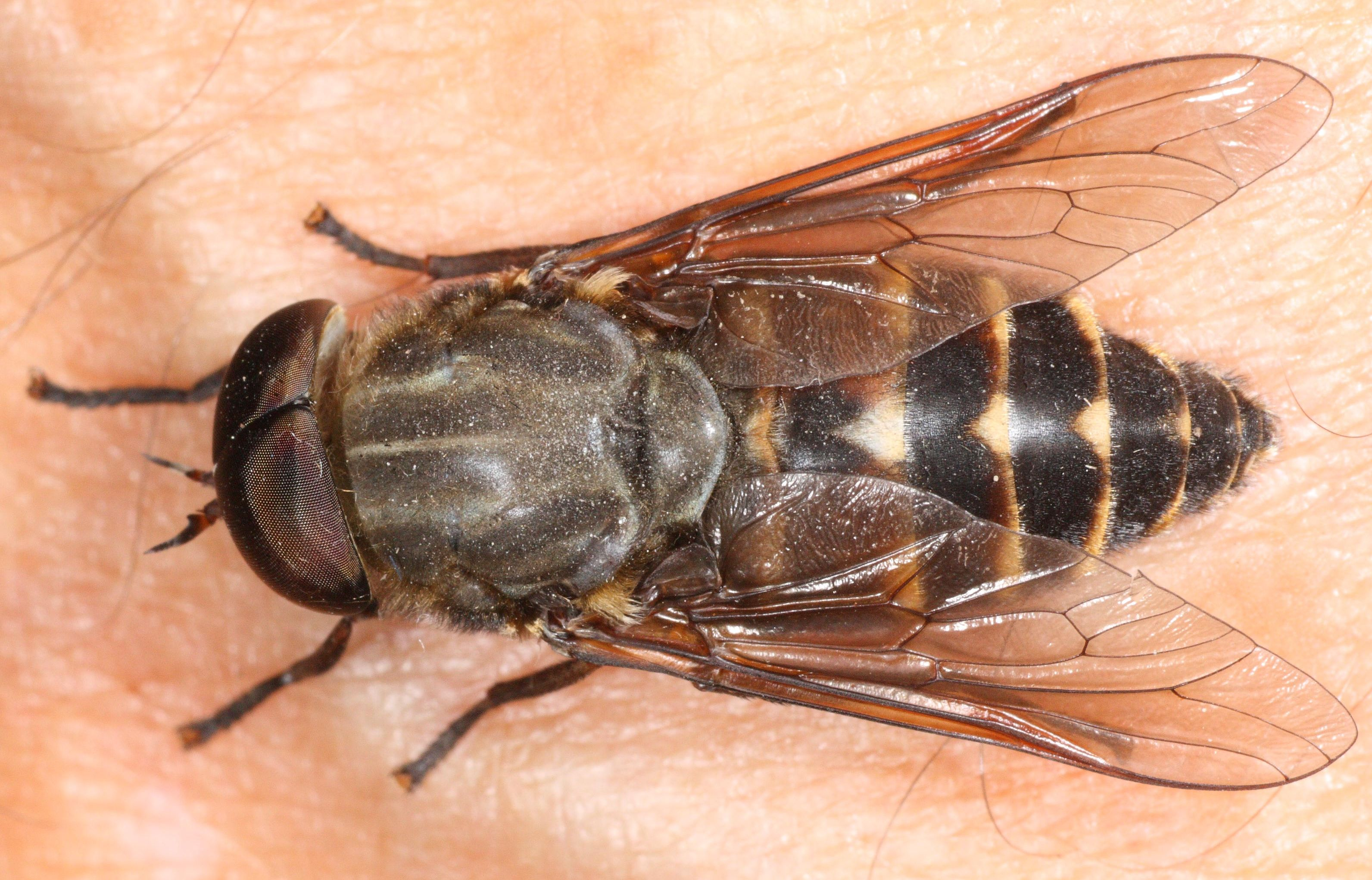